# Anna Norrie

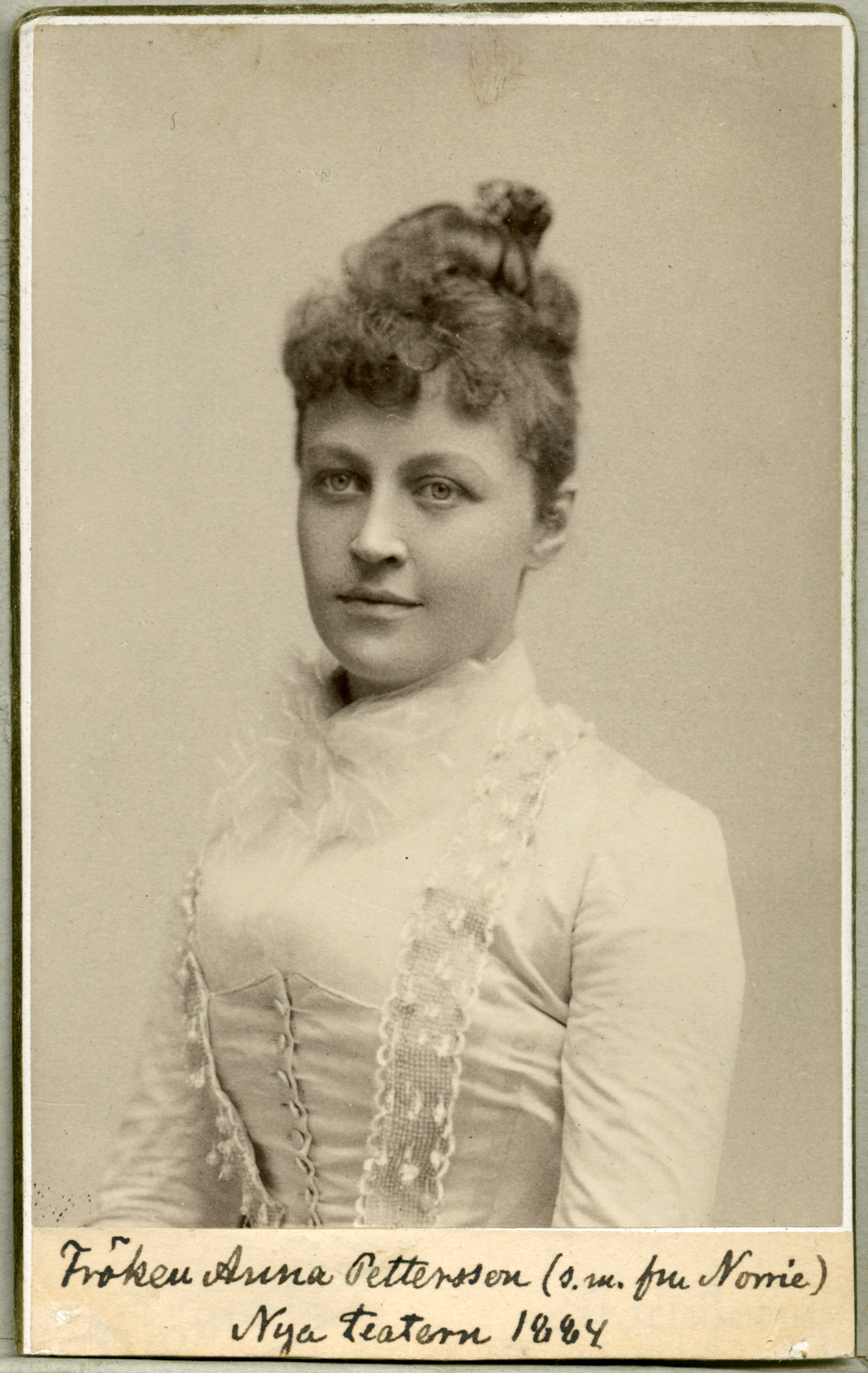
Norrie en 1884

Anna Norrie (7 de febrero de 1860 - 13 de julio de 1957) fue una actriz y cantante de opereta de nacionalidad sueca.

## Biografía
Su verdadero nombre era Anna Hilda Charlotta Pettersson, y nació en Estocolmo, Suecia, siendo sus padres Samuel Magnus Axel Könsberg, médico, y Anna Christina Pettersson, propietaria de un restaurante. Cursó estudios bajo la dirección de Emil Hillberg, Fritz Arlberg y Signe Hebbe. Debutó en escena el 22 de mayo de 1882 en el Svenska teatern de su ciudad natal como Antoinette en la pieza de Édouard Pailleron Gristan.
Trabajó en ese teatro desde 1882 a 1884,  y también en el Södra Teatern y en el Djurgårdsteatern (1884 a 1887). Posteriormente, fue junto a Wilhelm Capele Kloed y Mauritz Gründer desde 1887 a 1889 una de las actrices principales del Vasateatern. Aquí interpretó grandes papeles de la opereta: entre ellos Carlo en Amors gengångare (1887), de Louis Varney; la gran duquesa en La gran duquesa de Gérolstein, de Jacques Offenbach; Pueblo en Don Cesar, de Rudolf Dellinger; Virginia en Die Jungfrau von Belleville, de Carl Millöcker (1888); Gilda en Der Vice-Admiral, de Carl Millöcker; cantó en Les Charbonniers, de Jules Costé; el papel titular de La bella Helena, de Jacques Offenbach, que la convirtió en una de las cantantes de opereta más famosas de la Suecia de finales del siglo XIX; Gabrielle en La vida parisina, del mismo autor; Tsing Tsing en El Mikado, de Arthur Sullivan; papel titular de la opereta Boccacio, de Franz von Suppé, que le supuso un gran éxito en 1889; Thérèse en Les Charbonniers, de Jules Costé; Anna en la ópera bufa de Offenbach Barbazul; Fatinitza en Fatinitza, de Franz von Suppé; Vasa en Belle Lurette, de Offenbach; Parthenay en Le Petit Duc, de Henri Meilhac y Ludovic Halévy; la condesa en Niniche, de Marius Boullard; y Denise de Flavigny en Mam'zelle Nitouche, de Florimond Hervé y Meilhac (1892).
Norrie rodó su primer film mudo en 1903, Sköna Helena, de Ernest Florman, actuando después en algunas otras producciones. Además, grabó varios de sus papeles de opereta en gramófono.
La actriz estuvo casada con el autor danés William Norrie entre 1891 y 1909, y vivió en Copenhague. Su segundo marido fue el actor Anton de Verdier, más de veinte años más joven que ella, permaneciendo unidos desde 1909 a 1918.
Anna Norrie falleció en 1957, a los 97 años de edad, en Estocolmo. Fue enterrada en el Cementerio Norra begravningsplatsen.

## Filmografía
- 1903 : Sköna Helena
- 1912 : I lifvets vår
- 1912 : Ett hemligt giftermål eller Bekännelsen på dödsbädden
- 1913 : Mor och dotter
- 1913 : En pojke i livets strid
- 1913 : Vampyren
- 1913 : Skandalen
- 1913 : Barnet
- 1949 : Greven från gränden

## Teatro (selección)
- 1887 : Amors gengångare, de Louis Varney, Jules Prével y Armand Liorat, Vasateatern[4]
- 1887 : La gran duquesa de Gérolstein, de Jacques Offenbach, Vasateatern[5]
- 1887 : Don Cesar, de Rudolf Dellinger, dirección de Emil Linden, Vasateatern[6]
- 1888 : Bellevilles mö, de Carl Millöcker, Richard Genée y Camillo Walzel, Vasateatern[7]
- 1888 : Viceamiralen, de Carl Millöcker, Vasateatern[8]
- 1888 : Kolhandlarne, de Jules Costé y Philippe Gille, Vasateatern[9]
- 1888 : La bella Helena, de Jacques Offenbach, Henri Meilhac y Ludovic Halévy, Vasateatern[10]
- 1888 : Pariserliv, de Jacques Offenbach, Vasateatern[11][12]
- 1888 : El Mikado, de Arthur Sullivan, Vasateatern[13]
- 1889 : Boccaccio, de Franz von Suppé, Camillo Walzel y Richard Genée, Vasateatern[14]
- 1889 : Lilla Putte, de Alfred Hennequin, Vasateatern[15]
- 1889 : Kolhandlarne, de Jules Costé y Philippe Gille, Vasateatern[16]
- 1889 : Barbazul, de Jacques Offenbach, Henri Meilhac y Ludovic Halévy, Vasateatern[17]
- 1889 : Fatinitza, de Franz von Suppé y Camillo Walzel, Vasateatern[18]
- 1889 : Ett köpmanshus i skärgården, de Frans Hedberg a partir de Emelie Flygare-Carlén, Djurgårdsteatern[19]
- 1889 : La bella Helena, de Jacques Offenbach, Henri Meilhac y Ludovic Halévy, Bergens teater[20]
- 1889 : Vackra tvätterskan, de Jacques Offenbach, Ernest Blum, Edouard Blau y Raoul Toché, Vasateatern[21]
- 1889 : Lille hertigen, de Henri Meilhac y Ludovic Halévy, Vasateatern[22]
- 1889 : Niniche, de Marius Boullard y Alfred Hennequin, Vasateatern[23]
- 1892 : Lilla helgonet, de Florimond Hervé, Henri Meilhac y Albert Millaud, Vasateatern
- 1892 : Kolhandlarne, de Jules Costé, Vasateatern[24]
- 1893 : Två turturduvor, de Paul Ginisty y Jules Guérin, Vasateatern[25]
- 1893 : Råttfällan, Vasateatern
- 1896 : Niobe, de Harry Paulton y Edward Paulton, Vasateatern[26]
- 1902 : Primadonnan, de Charles Weinberger, Bernhard Buchbinder y Josef Wattke, Olympiateatern[27]
- 1909 : La bella Helena, de Jacques Offenbach, Henri Meilhac y Ludovic Halévy, Teatro Oscar[28]
- 1910 : Lili, de Florimond Hervé, Alfred Hennequin y Albert Millaud, sala de Anna Norrie[29]
- 1911 : La bella Helena, de Jacques Offenbach, Henri Meilhac y Ludovic Halévy, Teatro Oscar[30]
- 1911 : Pariserliv, de Jacques Offenbach, Henri Meilhac y Ludovic Halévy, dirección de Emil Linden, Teatro Oscar[31]
- 1922 : Madame Sherry, de Hugo Felix, Maurice Ordonneau y Benno Jacobson, dirección de Ernst Eklund, Blancheteatern[32]
- 1932 : Den förste Bernadotte, de Herbert Grevenius, dirección de Per Lindberg, Konserthusteatern[33]
- 1934 : Das Dreimäderlhaus, de Alfred Maria Willner, Heinz Reichert, Franz Schubert y Heinrich Berté, dirección de Nils Johannisson, Teatro Oscar[34]